# Мытищинский машиностроительный завод
Мытищинский машиностроительный завод — машиностроительное предприятие России, специализирующееся на разработке и производстве специальных гусеничных шасси для оборонного комплекса России. Расположено в городе Мытищи (Московская область).
Управляющая компания ОАО «Мытищинский машиностроительный завод» создана 12 мая 2009 года путём выделения из ОАО «Метровагонмаш» производственных активов оборонного назначения.
В период СССР одним из главных конструкторов предприятия (ОКБ-40) по направлению бронетехники был Николай Александрович Астров.

## История

### Российская империя
Мытищинский машиностроительный завод был основан в 1897 году в городе Мытищи Московской губернии. Его основателями стали потомственный почётный гражданин Савва Мамонтов, дворянин Константин Арцыбушев и гражданин Северо-Американских Соединённых штатов, временный Московской 1-й гильдии купец, инженер Александр Бари, которые в декабре 1895 года представили в Министерство финансов России проект «Московского акционерного общества вагоностроительного завода». 2 января 1896 года Комитет министров разрешил «учреждение означенной Компании», а её Устав был утверждён Николаем II.
По своему техническому оснащению завод предназначался для постройки подвижного железнодорожного состава и изготовления запасных частей. Первой продукцией завода стали вагоны для Северной железной дороги России. В 1903 году началось производство трамвайных вагонов и снегоочистителей для Москвы. Ещё до начала Первой мировой войны завод принял заказы от военного ведомства и приступил к изготовлению полевых вагонов и платформ для перевозки военной техники.
В 1916 году под Москвой в районе Мытищ на территории бывшего имения Перлова акционерное общество "Британская инженерная компания Сибири «Бекос» в партнёрстве с правительством России начало строительство «Казённого завода военных самоходов» по проекту Лео Серка.

### СССР
В 1926 году впервые в стране на заводе начался выпуск электровагонов (электричек) для первых электрифицированных дорог: Баку—Сабунчи в Азербайджане (1926 год), Москва—Мытищи (1929 год). Одновременно с этим продолжался выпуск трамвайных вагонов: к маю 1934 года завод производил переоснащение Владикавказского трамвая в связи с перешивкой системы на широкую колею.
В начале 30-х годов, по госзаказу и специальному заданию ЦК ВКП началась разработка, а в последующем и выпуск первых вагонов метро для Московского метрополитена.

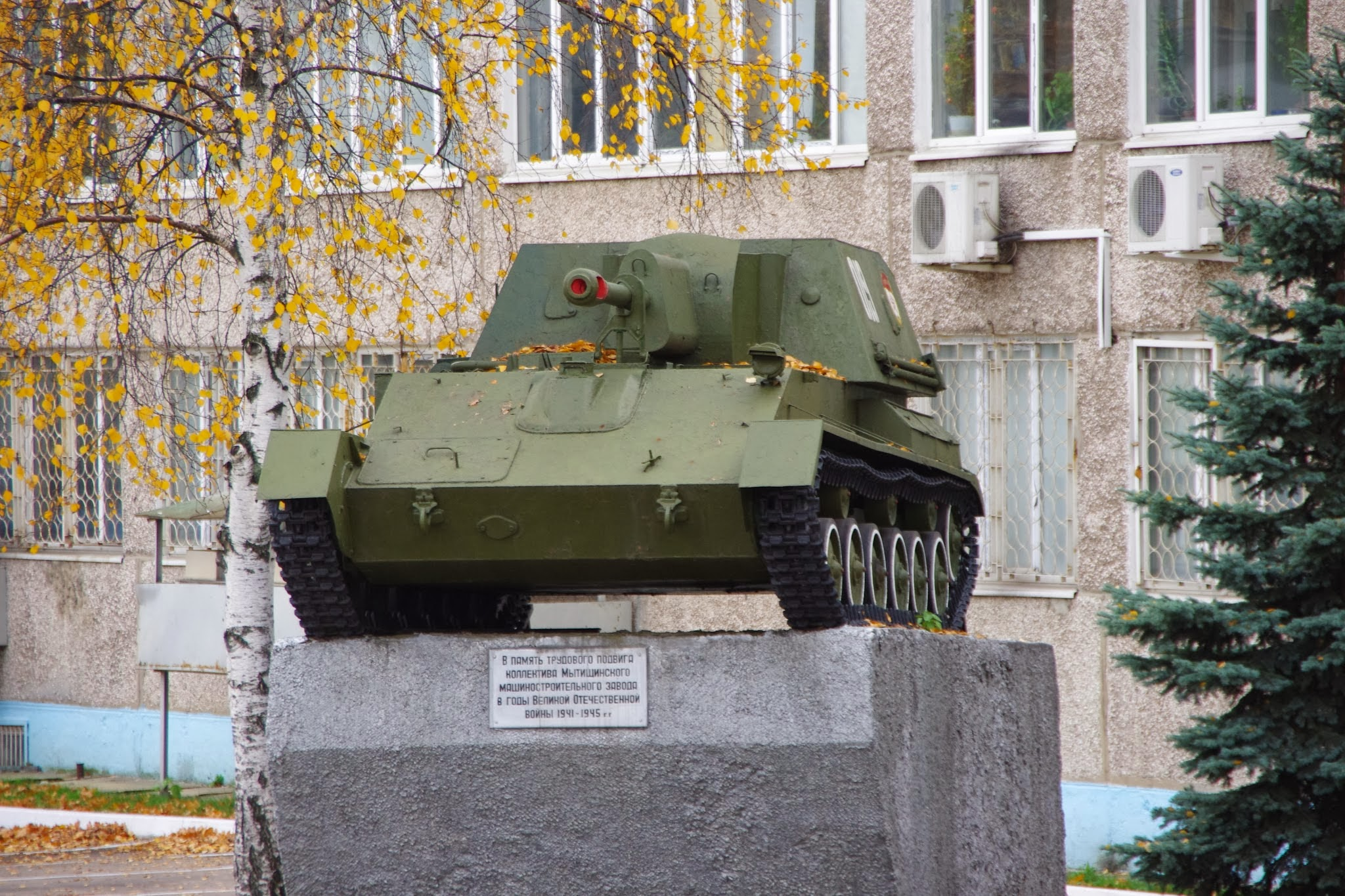
СУ-76 на постаменте у здания музея «Метровагонмаша» — памятник трудовому подвигу коллектива Мытищинского машиностроительного завода в годы Великой Отечественной войны

В июне 1941 года, с началом Великой Отечественной войны, Мытищинский вагоностроительный завод был передан в ведение Наркомата вооружений как завод № 592. В первые месяцы войны завод перепрофилирован на производство корпусов авиабомб, снарядов, платформ для зенитно-артиллерийских систем. В октябре 1941 года завод эвакуируют на Урал, оборудование и рабочие завода попадают на завод 78 и на площадку Усть-Катавского вагоностроительного завода. Оставшиеся в Мытищах мощности продолжают выпуск оборонной продукции. Однако уже в апреле 1942 года принимается решение о переносе эвакуированных в Усть-Катав мощностей в Мытищи на завод № 592.
В январе 1942 года завод получает задание на производство зенитных бронепоездов. Во второй половине 1942 года завод получает задание на производство самоходных артустановок. Для выполнения задания на заводе организуется конструкторское бюро (ОКБ-40). На базе немецкого среднего танка Panzerkampfwagen III конструкторское бюро завода разработало САУ СГ-122 и СУ-76и. Первая из них была выпущена мелкой серией в 27 единиц, а производство второй передали на завод № 37 в Москве. Причиной стало распоряжение Государственного комитета обороны об организации в Мытищах выпуска лёгкого танка Т-80. Завод получил дополнительное оборудование, специалистов и новый номер: № 40. В октябре 1943 года лёгкий танк Т-80 был снят с конвейера в пользу увеличения выпуска самоходных артиллерийских установок СУ-76. В 1945 году освоено производство гусеничных тягачей. За образцовое выполнение заданий для фронта предприятие было награждено орденом Отечественной войны I степени, на вечное хранение ему было передано переходящее знамя Государственного комитета обороны.
26 сентября 1948 года завод № 40 был переименован в Мытищинский ордена Отечественной войны 1 степени машиностроительный завод.
После окончания войны ОКБ и завод продолжили разработку и выпуск самоходных артсистем и гусеничных шасси, например АСУ-57, АСУ-85, артиллерийского тягача АТ-П, шасси для ЗСУ-23-4 «Шилка», «Куб», «Бук», «Тор», «Тунгуска».
C 1947 года завод приступил к выпуску на шасси грузовика ЗИС-5В самосвала ЗИС-ММЗ-05. В дальнейшем ММЗ стал крупнейшим производителем самосвалов на шасси ЗИС/ЗИЛ. Объёмы производства в 1970-80-х годах достигали 200 самосвалов в сутки (около 50 тыс./год). В 1990-х объёмы производства из-за кризиса российского автопрома упали до 1-1,5 тыс. самосвалов в год. В 1972 году на заводе впервые в стране были разработаны и серийно освоены грузовые прицепы к легковым автомобилям.
Награды
За освоение производства автомобильной техники в 1971 году предприятие награждено орденом Октябрьской революции. В 1975 году семейству телескопических гидроцилиндров для самосвалов присуждена Большая золотая медаль Международной Лейпцигской ярмарки.
За создание семейства скоростных гусеничных шасси «Мытищинский машиностроительный завод» получил три Государственные премии страны (1951, 1978, 1996 годах).
В марте 1976 года правительство ЧССР вручило Мытищинскому заводу орден Труда за поставку вагонов для Пражского метрополитена.

### Российская Федерация
При распаде СССР предприятие акционируется и получает название «Метровагонмаш». С 2006 года «Метровагонмаш» входит в Трансмашхолдинг. В связи с этим начинается выделение непрофильных активов, производства военной техники. В 2009 году предприятие разделено на «Метровагонмаш», унаследовавший производство железнодорожной техники, и «Мытищинский машиностроительный завод», которому передано производство военной техники.
В 2016 году контроль над ММЗ переходит к концерну «Калашников», который приобретает 100 % акций завода.

## Санкции
17 сентября 2014 года из-за войны в Донбассе предприятие внесено в санкционные списки Канады, ранее предприятие было внесено в санкционные списки США. В 2021 году внесено в санкционный список Украины. 19 мая 2023 года из-за нападения России на Украину предприятие попало под блокирующие санкции США «за связь с активизацией усилий России по разработке оружия и связанных с ним систем». 21 февраля 2024 года завод включён в санкционный список Канады против организаций связанных с военно-промышленным комплексом».

## Направления деятельности

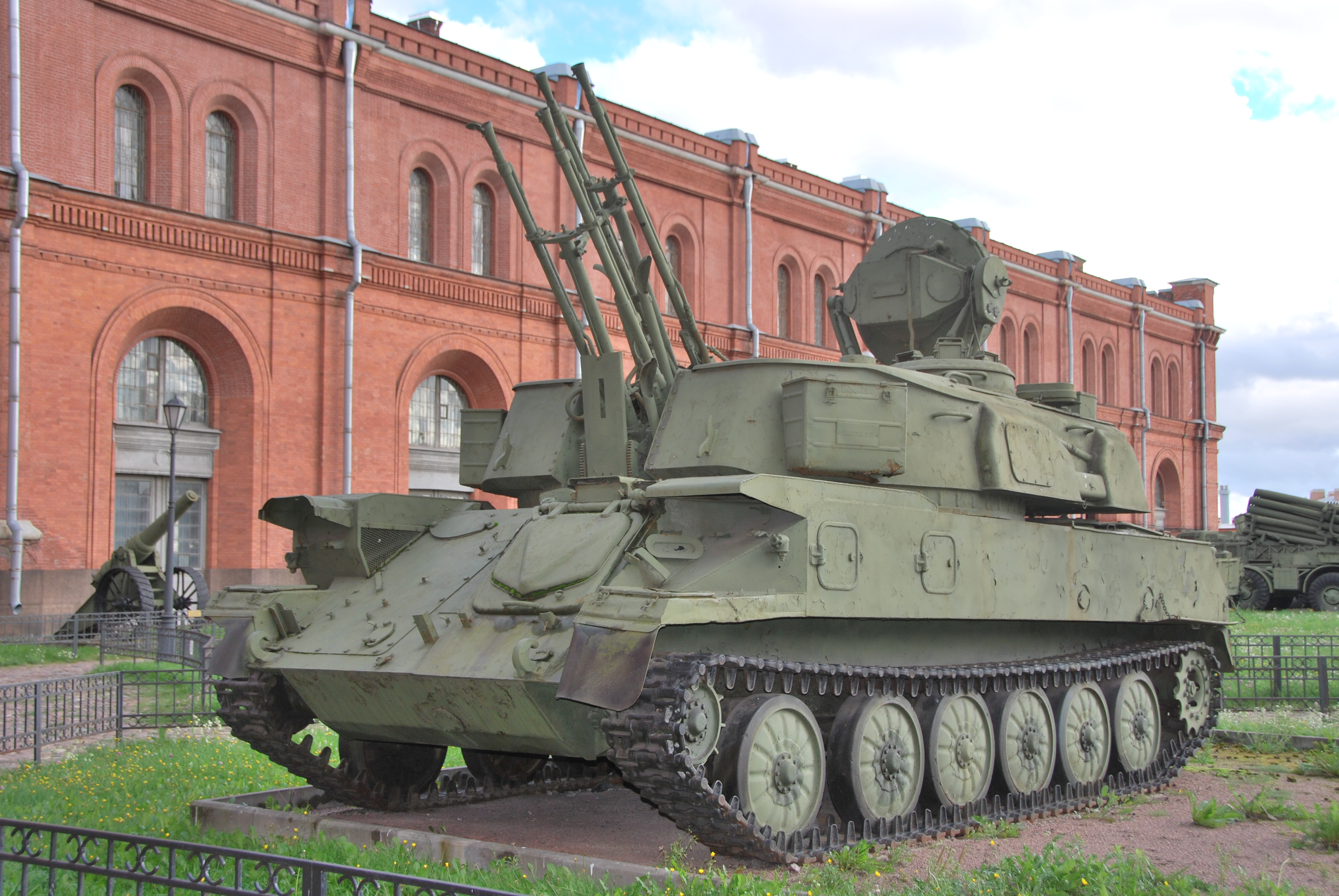
Зенитная самоходная установка ЗСУ-23-4 «Шилка» в Артиллерийском музее Санкт-Петербурга

Завод производит гусеничные шасси специального назначения.
Завод производил автомобильную технику.

### Модельный ряд гусеничные шасси ММЗ
- АТП-1 — проект полубронированного артиллерийского тягача
- АТ-П — лёгкий полубронированный гусеничный артиллерийский тягач
- АСУ-57 (Объект 572)
- Объект 574 — легкобронированная самоходная артиллерийская установка АСУ-57П, разработанная в ОКБ ММЗ (вариант К-73)
- БСУ-11-57Ф — опытная советская десантируемая противотанковая САУ на базе десантируемой самоходной противотанковой пушки АСУ-76 с другим орудием.
- ЗСУ-37
- ЗСУ-23-4 «Шилка»
- ГМ-568, ГМ-578 для ЗРК 2К12 «Куб»
- ГМ-569 — базовая гусеничная машина
- ГМ для ЗРК Бук-М1-2
- ГМ-5955 для ЗРК «Тор-М1»
- ГМ-5975 для ЗРК «Тунгуска-М1».

### Модельный ряд автопродукции ММЗ
- Автомобили-самосвалы
ЗИС-ММЗ-05 (он же ЗИС-19 или СМ-1) — строительный самосвал на шасси ЗИС-5. Выпускался на ММЗ в 1947—1949 годах.
ЗИС-ММЗ-585 — строительный самосвал на шасси ЗИС-150. Выпускался в 1950—1955 годах.
ЗИС-ММЗ-585Б — строительный самосвал на шасси ЗИС-150В. Выпускался в 1955—1958 годах.
ЗИС-ММЗ-585В — строительный самосвал на шасси ЗИС-150В. Выпускался в 1955—1957 годах.
ЗИС-ММЗ-585Д — сельскохозяйственный самосвал с деревометаллическим кузовом на шасси ЗИС-150В. Выпускался в 1955—1958 годах.
ЗИС-ММЗ-585Е — сельскохозяйственный самосвал с цельнометаллическим кузовом с крышкой на шасси ЗИС-150В. Выпускался в 1955—1957 годах.
ЗИЛ-ММЗ-585И — строительный самосвал на шасси ЗИЛ-164Г. Выпускался в 1957—1961 годах.
ЗИЛ-ММЗ-585К — сельскохозяйственный самосвал на шасси ЗИЛ-164Г. Выпускался в 1957—1961 годах.
ЗИЛ-ММЗ-585Л — строительный самосвал на шасси ЗИЛ-164АГ. Выпускался в 1961—1965 годах.
ЗИЛ-ММЗ-585М — сельскохозяйственный самосвал на шасси ЗИЛ-164АГ. Выпускался в 1961—1965 годах.
ЗИЛ-ММЗ-553 — бетоновоз на шасси ЗИЛ-164.
ЗИЛ-ММЗ-554 — сельскохозяйственный самосвал с трёхсторонней разгрузкой на шасси ЗИЛ-130Б2.
ЗИЛ-ММЗ-554М — сельскохозяйственный самосвал на шасси ЗИЛ-130Б2-76 (ЗИЛ-495710)
ЗИЛ-ММЗ-555 — строительный самосвал на шасси ЗИЛ-130Д1. Выпускался в 1964—1981 годах.
ЗИЛ-ММЗ-2502 — строительный самосвал на шасси ЗИЛ-5301БО.
ЗИЛ-ММЗ-4501 — строительный самосвал на шасси ЗИЛ-130 (опытный).
ЗИЛ-ММЗ-4502 — строительный самосвал на шасси ЗИЛ-130Д1. Выпускался в 1976—1987 годах.
ЗИЛ-ММЗ-4505 — строительный самосвал на шасси ЗИЛ-495810. Выпускался с 1987 года.
ЗИЛ-ММЗ-45065 — сельскохозяйственный самосвал на шасси ЗИЛ-494560 (ЗИЛ-494582).
ЗИЛ-ММЗ-45085 — строительный самосвал на шасси ЗИЛ-494560 (ЗИЛ-494582).
ЗИЛ-ММЗ-4516 — сельскохозяйственный самосвал на шасси ЗИЛ-133Д42.
ЗИЛ-ММЗ-4520 — строительный самосвал на шасси ЗИЛ-133Д42.
ЗИЛ-ММЗ-45023 -строительный самосвал на шасси ЗИЛ-130Д1 ГБО-Пропан
- Седельные тягачи
ЗИЛ-ММЗ-164Н — седельный тягач на базе ЗИЛ-164. Выпускался в 1957—1961 годах.
ЗИЛ-ММЗ-164АН — седельный тягач на базе ЗИЛ-164А. Выпускался в 1961—1965 годах.
- Полуприцепы
ММЗ-584 — бортовой полуприцеп.
- Прицепы
ММЗ-887
- Прицепы для легковых автомобилей
ММЗ-8176
ММЗ-8102, −81021, −81024 (выпускались с 1973 по 1998 год)
- Техника военного назначения
- Техника сельскохозяйственного назначения
- Коммунальная техника
ММЗ-49522 — бункерный мусоровоз.
ЗИЛ-ММЗ-582200 — эвакуатор на шасси ЗИЛ-5301.

| Продукция                                                                              | Марка                                                                                  | 2006 | 2007 | 2008 | 2010 | 2011 | Фото                 |
| -------------------------------------------------------------------------------------- | -------------------------------------------------------------------------------------- | ---- | ---- | ---- | ---- | ---- | -------------------- |
| Автосамосвалов, бункеровозов и автоэвакуаторов на шасси производства АМО ЗИЛ и ГУП МАЗ | Автосамосвалов, бункеровозов и автоэвакуаторов на шасси производства АМО ЗИЛ и ГУП МАЗ | 887  | 949  | 455  | ?    | ?    | Фотография 2006 года |

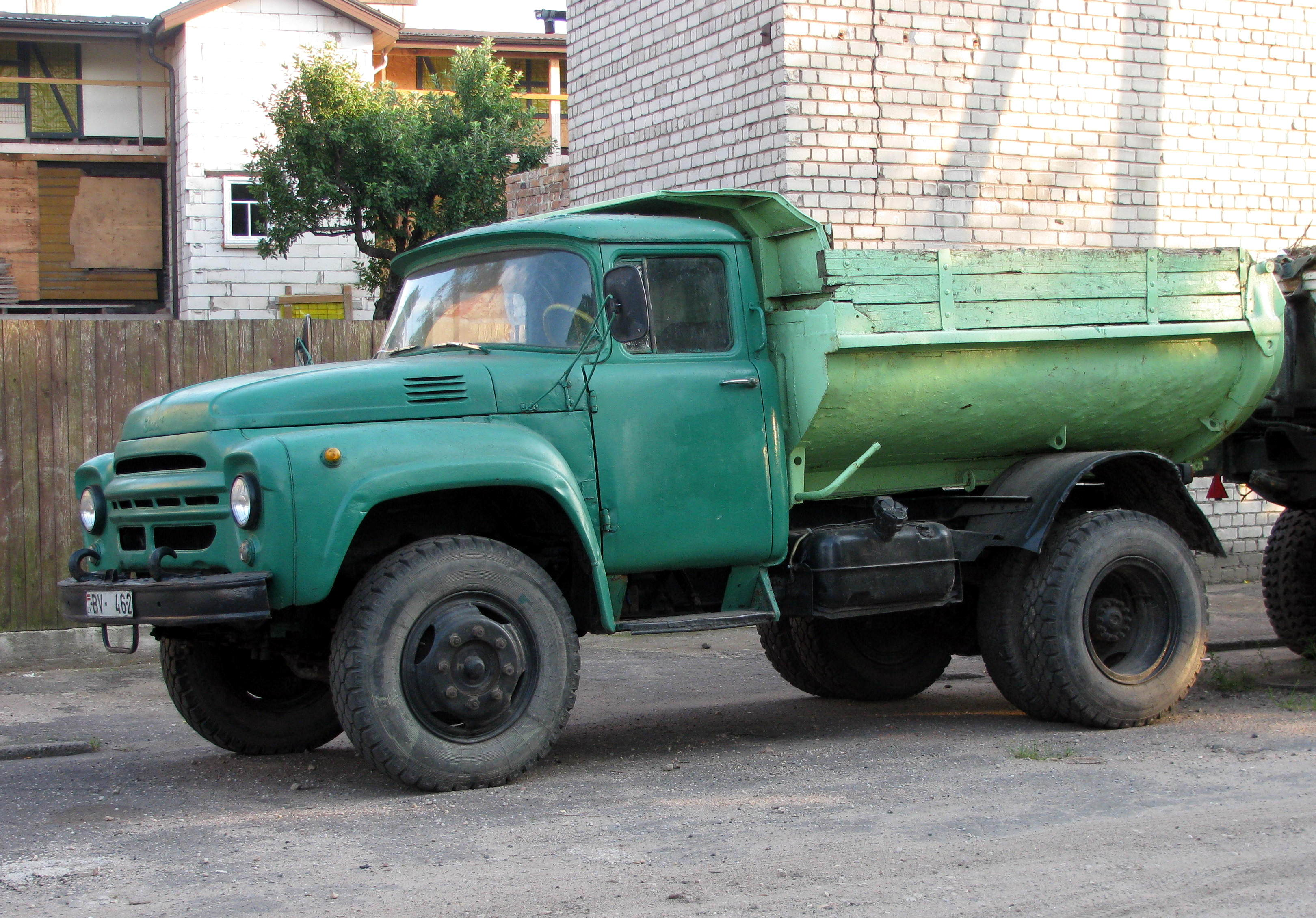
Самосвал ММЗ-555 (шасси ЗИЛ-130Д1)
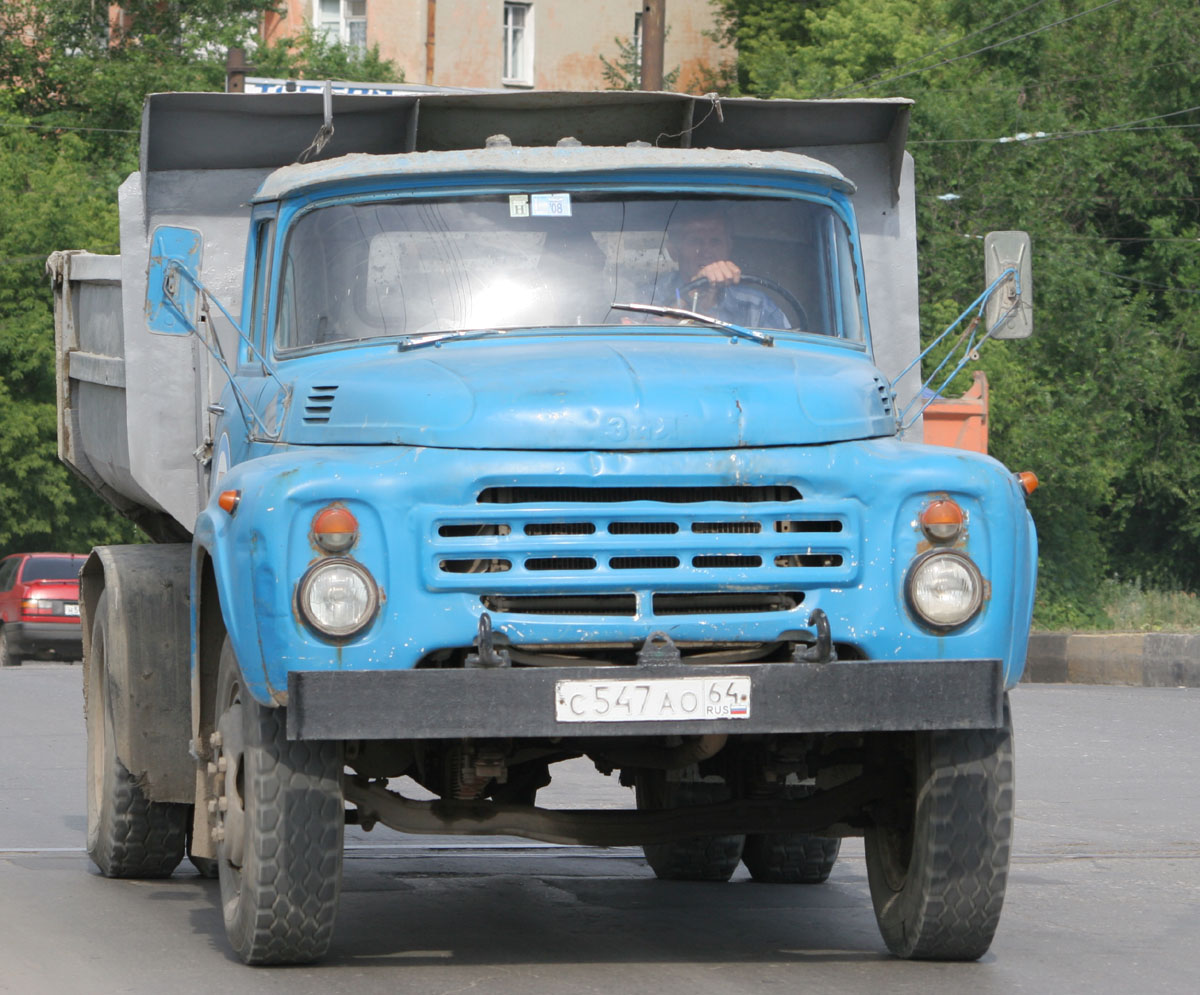
Самосвал ЗИЛ-ММЗ-4505 (шасси ЗИЛ-495810)
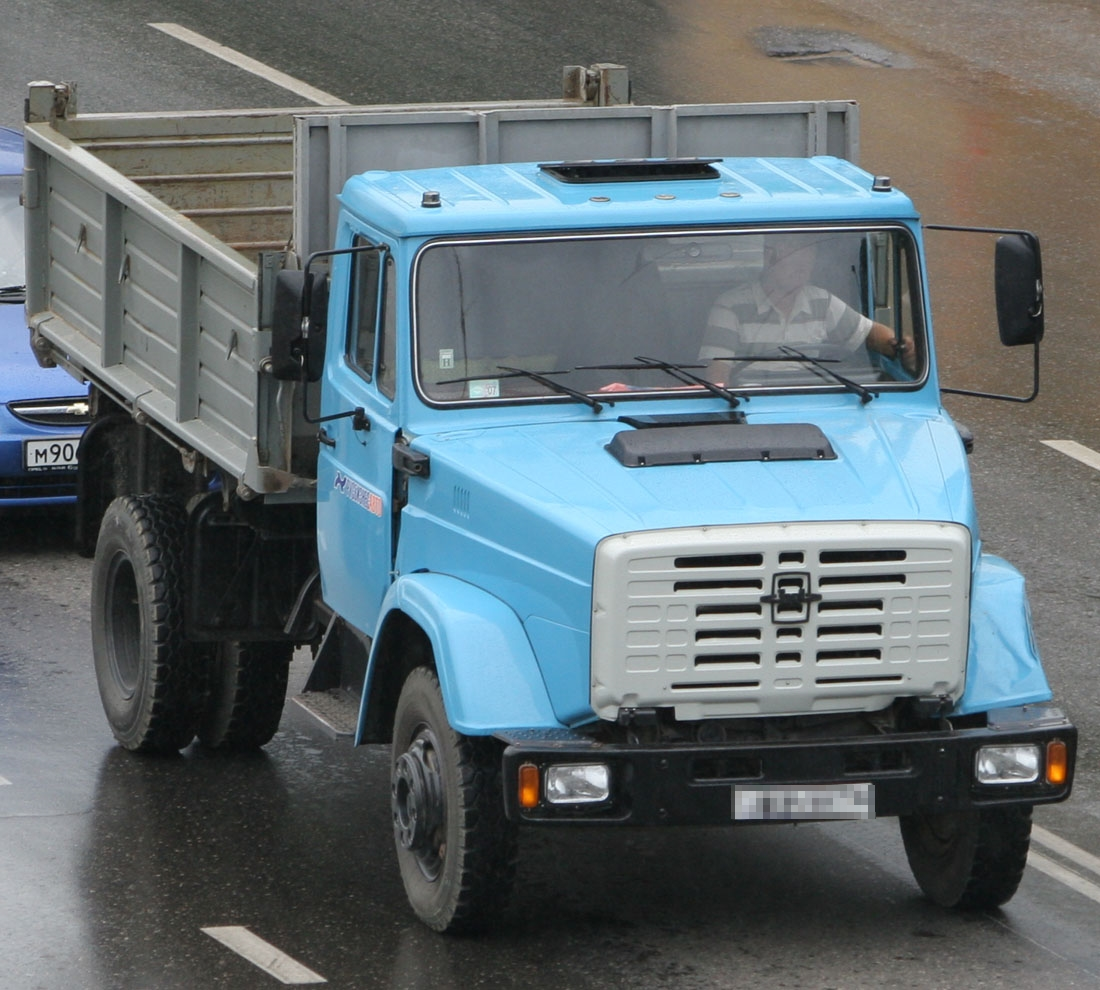
Самосвал ЗИЛ-ММЗ-4506 (шасси ЗИЛ-494560)